# Đại An (Quảng Nam)
Đại An is een xã in het district Đại Lộc, een van de districten in de Vietnamese provincie Quảng Nam.
De Quảng Huế stroomt door Đại An. Deze rivier verbindt de Thu Bồn met de Vu Gia. De Quảng Huế stroomt in het westen van Đại An.